# Les Enfants de la nature
Pour plus de détails, voir Fiche technique et Distribution.
Les Enfants de la nature (Börn náttúrunnar) est un film islandais réalisé par Friðrik Þór Friðriksson, sorti en 1991. Le film fut nommé à l'Oscar du meilleur film en langue étrangère.

## Fiche technique
- Titre : Les Enfants de la nature
- Titre original : Börn náttúrunnar
- Réalisation : Friðrik Þór Friðriksson
- Scénario : Friðrik Þór Friðriksson et Einar Guðmundsson
- Production : Friðrik Þór Friðriksson, Wolfgang Pfeiffer et Vilhjálmur Ragnarsson
- Musique : Hilmar Örn Hilmarsson
- Pays :  Islande,  Norvège et  Allemagne
- Genre : drame, romance
- Durée : 82 minutes
- Date de sortie :  1991

## Distribution
- Gísli Halldórsson :  Þorgeir
- Sigríður Hagalín : Stella
- Baldvin Halldórsson : Varðstjóri
- Björn Karlsson : Drukkinn maður
- Bruno Ganz : Engill